# Сандрінгемський палац
Сандрінґемський палац (англ. Sandringham House) — приватна садиба Віндзорської династії, розташований біля села Сандрінґем у графстві Норфолк. Площа — 20 тисячах акрів мисливських угідь.

## Історія
Палац було придбано у 1862 році в названого сина лорда Пальмерстона королевою Вікторією на прохання спадкоємця престолу, принца Уельського, у зв'язку з його майбутнім шлюбом з Олександрою Данською. Щоб проводити взимку більше часу на полюванні, принц наказав перевести усі годинники в Сандрінгемі на пів години вперед. Це розпорядження залишалось чинним до вступу на престол Едуарда VIII у 1936 році.

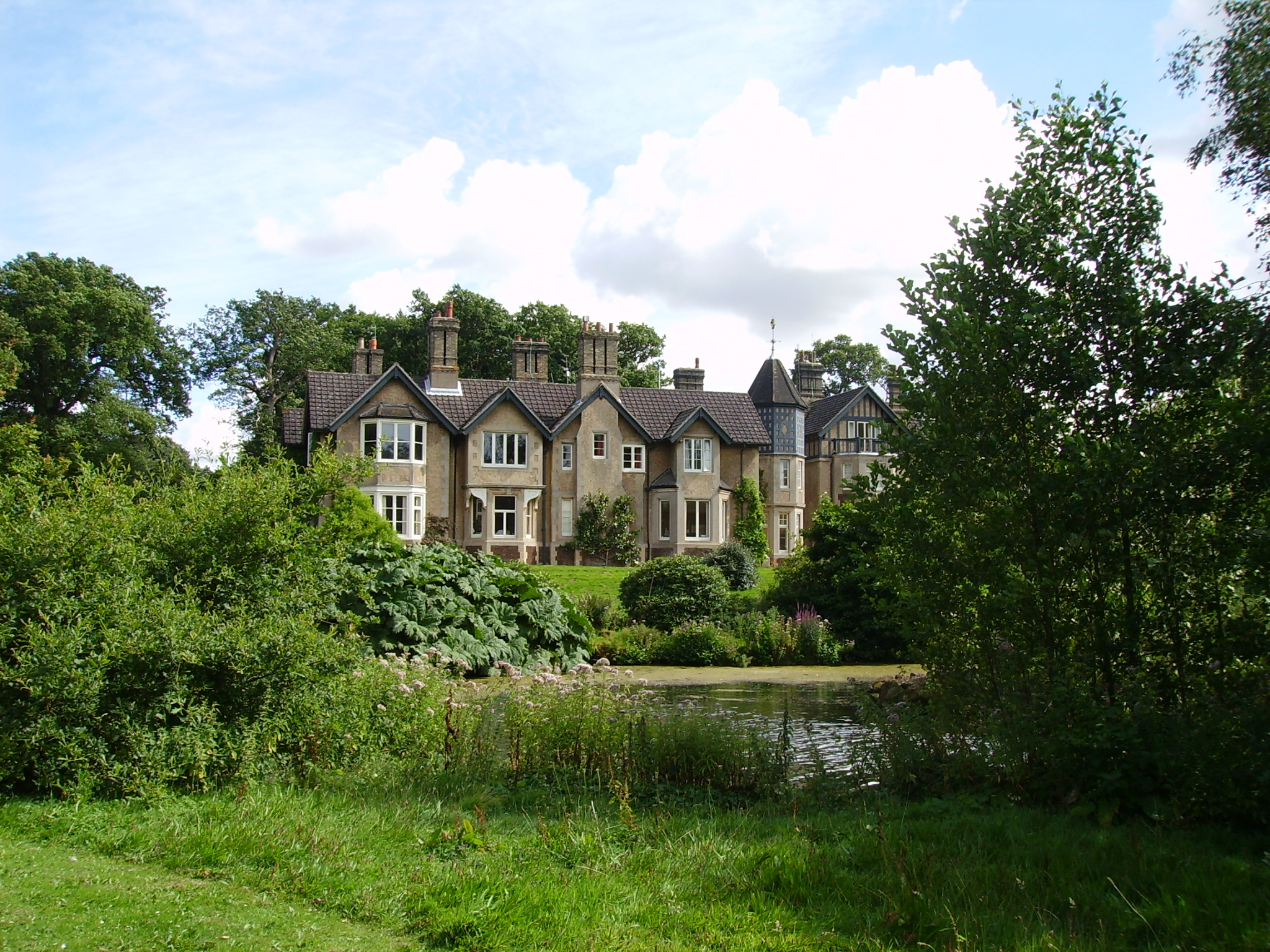
Йорк-коттедж

Сандрінгем сподобався Олександрі і став основним місцем перебування «молодого двору». У міру розростання їхньої родини старий садибний дім почав здаватись затісним. Наприкінці 1860-х років його було істотно розширено, надавши нинішнього не надто привабливого вигляду, ніби зліпленого з тюдорівського й аннінського стилів. За вікторіанських часів внутрішнє облаштування садиби вважалось верхом комфорту. Її було оснащено газовим освітленням, подобою душу та зливом у туалетах.
Після смерті чоловіка королева Олександра продовжувала жити у Сандрінгемі до самої смерті. Також тут померли її син Георг V й онук Георг VI. Для проживання першого з них у парку було збудовано невеликий будинок (Йорк-котедж), а другий був змушений викупати садибу (як приватне, а не державне володіння) у старшого брата Едуарда VIII після його відречення від трону. Королева Єлизавета II також мала прив'язаність до Сандрінгему. Тут вона усамітнювалася з рідними на річницю смерті батька і власної коронації, а також на Новий рік.
У маєтку Епплтон-хаус на околиці сандрінґемської садиби до набуття Норвегією незалежності жили майбутній король Гокон VII зі своєю британською дружиною. Епплтон-хаус був весільним подарунком від батьків нареченої, принца і принцеси Уельської, молодятам на їхнє одруження 22 липня 1896 року. Тут у них народився єдиний син — принц Олександр (майбутній Олаф V).
У липні 1984 року Епплтон-хаус був зруйнований, оскільки перебував в аварійному стані, а відновлення його було надто коштовним.